# Georg Stoltze (Radsportler)

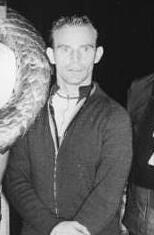
Stoltze, Dritter der DDR-Stehermeisterschaften 1961

Georg Stoltze (* 13. Februar 1931 in Erfurt; † 6. Juli 2007 in Berlin) war ein deutscher Radsportler, der in der DDR aktiv war.

## Sportliche Laufbahn
Georg Stoltze war ein sehr vielseitiger Radrennfahrer. Zu seiner aktiven Zeit gehörte er in der DDR gleichzeitig den Nationalkadern der Straßen- und Bahnfahrer sowie der Hallenradsportler an.
Er begann 1947 seine sportliche Laufbahn bei der Betriebssportgemeinschaft (BSG) Post Erfurt. Als Jugendfahrer gewann er drei DDR-Meistertitel auf der Bahn. In der Männerklasse gewann er jeweils mit Bruno Zieger 1950 im Zweier-Mannschaftsfahren und 1952 im Tandem die DDR-Meisterschaft, sowie mit seinem Verein die Meisterschaft in der Mannschaftsverfolgung 1951. Ab 1952 startete Stoltze auch bei Straßenrennen, wo er bis 1955 dreimal an der DDR-Rundfahrt teilnahm. Dort fuhr er 1952 und 1955 für die Sportvereinigung Lokomotive, 1953 war er Mitglied der 2. DDR-Nationalmannschaft und schaffte mit Platz zwei in der Endwertung sein bestes Rundfahrtergebnis. Als Mitglied der BSG Lokomotive Erfurt qualifizierte sich Stoltze 1954 für die Teilnahme an der Internationalen Friedensfahrt. Nachdem er bereits auf der zweiten Etappe aussichtslos um über zehn Minuten zurückgefallen war, schied er nach der sechsten Etappe auf Platz 73 mit 2:05 Stunden Rückstand wegen einer Magenerkrankung aus. Er war bereits 1953 für die Mannschaft vorgesehen, wurde aber nach seinem Ausscheiden beim Rennen Berlin-Cottbus-Berlin (welches man ihm vom Trainerstab als mangelnden Einsatz anrechnete) nur als Ersatzfahrer nominiert.  1956 zog er aus familiären Gründen nach Ost-Berlin und schloss sich dem SC Einheit Berlin an. Er nahm von 1956 bis 1958 an der Ägypten-Rundfahrt teil, bei der er 1956 zwei Etappensiege feierte (Gesamtwertung 23. 1956 und 16. 1958) und 1958 als Mannschaftskapitän fungierte. Außerdem gewann er 1958 das Eintagesrennen Berlin–Angermünde–Berlin.
Ab 1960 fuhr Stoltze wieder erfolgreich Bahnrennen. In diesem Jahr errang er mit dem Weltmeistertitel im Amateur-Steherrennen auf der Leipziger Alfred-Rosch-Kampfbahn den größten Erfolg seiner Sportkarriere. Ein Jahr später gewann er bei der WM Bronze in derselben Disziplin. 1960 gewann er den Großen Preis der Stadt Leipzig im Steherrennen. Bei den Stehermeisterschaften der DDR gewann er 1963 den Titel, nachdem er zuvor zweimal Dritter geworden war. Laut Berliner Zeitung vom 7. April 2007 „...feierte er in 755 Radrennen mehr als 250 Siege auf Bahn und Straße.“

## Familiäres
Georg ("Schorschl")  Stoltze entstammte einer Radsport-Dynastie. Sein Großvater, der ebenfalls Georg hieß, gehörte zu den Mitbegründern des Rennens Rund um die Hainleite. Sein Vater, ebenfalls Georg Stoltze, wurde 1928 Radball-Europameister, zusammen mit seinem Bruder Walter.

## Berufliches
Stoltze war gelernter Kraftfahrzeugschlosser und in einem großen kommunalen Kraftfahrzeugunternehmen in Erfurt angestellt.